# (50250) Daveharrington
(50250) Daveharrington  es un asteroide perteneciente al cinturón de asteroides, descubierto el 30 de enero de 2000 por el programa CSS, Catalina Sky Survey desde la Estación Catalina, Monte Bigelow, en Tucson, Arizona, Estados Unidos.

## Designación y nombre
Daveharrington se designó al principio como 2000 BW22.
Más adelante fue nombrado en honor al ingeniero automovilístico estadounidense David L. Harrington  (n. 1939).

## Características orbitales
Daveharrington orbita a una distancia media del Sol de 2,6560 ua, pudiendo acercarse hasta 2,5542 ua y alejarse hasta 2,7578 ua. Tiene una excentricidad de 0,0383 y una inclinación orbital de 1,5316° grados. Emplea en completar una órbita alrededor del Sol 1581 días.

## Características físicas
Su magnitud absoluta es 15,3.